# Miss Malaisie
Miss Malaisie est un concours de beauté féminine, destiné aux jeunes femmes habitantes et de nationalité malaisienne.
La sélection permet de représenter le pays au concours de Miss Univers.

## Les Miss

### Pour Miss Univers
| Année | Nom                          | Classement |
| ----- | ---------------------------- | ---------- |
| 2024  | Sandra Lim                   | Top 30     |
| 2023  | Serena Lee                   |            |
| 2022  | Lesley Cheam Wei Yeng        |            |
| 2020  | Francisca Luhong James       |            |
| 2019  | Shweta Sekhon                |            |
| 2018  | Jane Teoh                    |            |
| 2017  | Samantha Katie James         |            |
| 2016  | Kiran Jassal                 |            |
| 2015  | Vanessa Tevi Kumares         |            |
| 2014  | Sabrina Beneett              |            |
| 2013  | Carey Ng                     |            |
| 2012  | Kimberley Ann Estrop-Leggett |            |
| 2011  | Deborah Priya Henry          |            |
| 2010  | Nadine Ann Thomas            |            |
| 2009  | Joannabelle Ng               |            |
| 2008  | Levy Li Su Lin               |            |
| 2007  | Adelaine Chin Ai Nee         |            |
| 2006  | Melissa Ann Tan              |            |
| 2005  | Angela Gan                   |            |
| 2004  | Andrea Fonseka               |            |
| 2003  | Elaine Daly                  |            |
| 2002  | Karen Ang Lit Eit            |            |
| 2001  | Tung Mei Chin                |            |
| 2000  | Lynette Mei Ling Ludi        |            |
| 1999  | Jeanette Ooi                 |            |
| 1998  | Sherine Wong Sook Ling       |            |
| 1997  | Trincy Low                   |            |
| 1996  | Adeline Ong                  |            |
| 1995  | Suziela Azrai                |            |
| 1994  | Liza Koh                     |            |
| 1993  | Lucy Narayanasamy            |            |
| 1992  | Crystal Yong                 |            |
| 1991  | Elaine Chew                  |            |
| 1990  | Anna Lin                     |            |
| 1989  | Carmen Cheah Swee            |            |
| 1988  | Linda Lum Chee Ling          |            |
| 1987  | Christine Praglar            |            |
| 1986  | Batty Chee                   |            |
| 1985  | Agnes Chin Lai Hong          |            |
| 1984  | Latifah Abdul Hamid          |            |
| 1983  | Puspa Mohamed                |            |
| 1982  | Siti Rohani Wahid            |            |
| 1981  | Audrey Loh                   |            |
| 1980  | Felicia Yong                 |            |
| 1979  | Irene Wong                   |            |
| 1978  | Yasmin Yussuf                |            |
| 1977  | Leong Li Ping                |            |
| 1976  | Teh Faridah Ahmad            |            |
| 1975  | Alice Cheong                 |            |
| 1974  | Lily Chong                   |            |
| 1973  | Maggie Loo                   |            |
| 1972  | Helen Looi                   |            |
| 1971  | Yvette Bateman               |            |
| 1970  | Josephine Lena Wong Jaw Leng | Top 15     |
| 1969  | Rosemary Wan Chow Mui        |            |
| 1968  | Maznah Mohammed Ali          |            |
| 1967  | Monkam Anne Lowe Siprasome   |            |
| 1966  | Helen Lee Siew Lien          |            |
| 1965  | Patricia Agustus             |            |
| 1964  | Angela Filmer                |            |
| 1963  | Nik Azizah Nik Yahya         |            |
| 1962  | Sarah AlHabshee Abdullah     |            |

### Pour Miss Monde

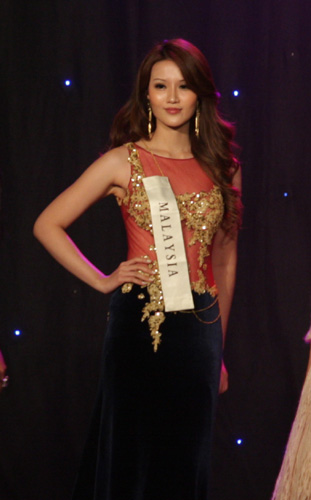
Soo Wincci, Miss Mondo Malesia 2008.

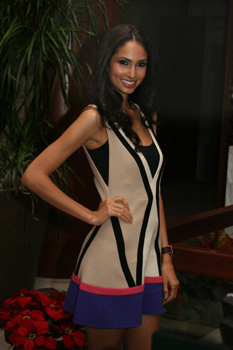
Deborah Priya, Miss Mondo Malesia 2007.

| Anno | Nome                        | Piazzamento        |
| ---- | --------------------------- | ------------------ |
| 2023 | Wenanita Angang             |                    |
| 2021 | Lavanya Sivaji              | Top 40             |
| 2019 | Alexis SueAnn Seow          | Top 40             |
| 2018 | Larissa Ping                | Top 30             |
| 2016 | Tatiana Kumar               |                    |
| 2015 | Brynn Zalina Lovett         |                    |
| 2014 | Dewi Liana Seriestha        | Top 25             |
| 2013 | Melinder Bhullar            |                    |
| 2012 | Yvonne Lee                  |                    |
| 2011 | Chloe Chen                  |                    |
| 2010 | Nadia Heng                  |                    |
| 2009 | Thanuja Ananthan            |                    |
| 2008 | Soo Wincci                  |                    |
| 2007 | Deborah Priya Henry         |                    |
| 2006 | Adeline Choo Wan Ling       |                    |
| 2005 | Emmeline Ng Wei Shu         | Miss World Sports  |
| 2004 | Gloria Ting Mei Ru          |                    |
| 2003 | Wong Sze Zen                |                    |
| 2002 | Mabel Ng Chin Mei           |                    |
| 2001 | Sasha Tan Hwee Teng         |                    |
| 2000 | Tan Su Wei                  |                    |
| 1999 | Jaclyn Lee Tze Wey          |                    |
| 1998 | Lina Teoh Pick Lim          | Terza classificata |
| 1997 | Arianna Teoh Lai Poh        | Top 10             |
| 1996 | Qu-An How Cheok-Kuan        |                    |
| 1995 | Trincy Low Ee Bing          |                    |
| 1994 | Rahima Orchient Yayah       | Top 10             |
| 1993 | Jacqueline Ngu              |                    |
| 1992 | Fazira Wan Chek             |                    |
| 1991 | Samantha Schubert           |                    |
| 1989 | Vivian Chen Shee Yee        |                    |
| 1988 | Sue Wong Choy Fun           |                    |
| 1987 | Sheela Shankar              |                    |
| 1986 | Joan Cardoza                |                    |
| 1985 | Rosalind Kong Siew Kuen     |                    |
| 1984 | Christine Teo Pick Yoon     |                    |
| 1983 | Michelle Yeoh Choo-Kheng    |                    |
| 1982 | Nellie Teoh Swee Yong       |                    |
| 1981 | Cynthia Geraldine de Castro |                    |
| 1980 | Callie Liew Tan Chee        |                    |
| 1979 | Shirley Chew                | Top 15             |
| 1978 | Kartina Osir                |                    |
| 1977 | Christine Mary Lim Lim Boey |                    |
| 1976 | Che Puteh Naziadin          |                    |
| 1975 | Fauziah Haron               |                    |
| 1974 | Shirley Tan                 |                    |
| 1973 | Narimah Yusoff              |                    |
| 1972 | Janet Mok                   |                    |
| 1971 | Daphne Munro                |                    |
| 1969 | Pauline Chai                |                    |
| 1966 | Merlyn McKelvie             |                    |
| 1965 | Clara De Run                |                    |
| 1963 | Catherine Loh               | Top 15             |